# San Felíu de Pallarols
San Felíu de Pallarols o San Feliu de Pallarols (en catalán y oficialmente: Sant Feliu de Pallerols) es un municipio de la provincia de Gerona, Cataluña, España, situado en la comarca de la Garrocha.
Situado en el valle de Hostoles se extiende por los valles del río Brugent y de su afluente el Sant Iscle, accidentado por las sierras volcánicas del Corb y de Fontpobra y los volcanes de Can Tià y Treiter, dentro del Parque Natural de la Zona Volcánica de la Garrocha. Destacan las cimas de Collsacabra al sur del término y el Santuario de Nuestra Señora de la Fuente de la Salud a 1030 metros de altitud.
Antiguamente perteneció al castillo de Hostoles y de Sant Iscle de Colltort y San Salvador de Puig Alder; y formó  parte de la corona de Aragón.
La Agricultura de secano, Ganadería bovina y porcina, así como avicultura, la industria de embutidos y chocolates que junto con el turismo residencial es la base de su economía. 

## Demografía
Sant Feliu de Pallerols cuenta con una población de 1692 habitantes (INE 2024).
| Gráfica de evolución demográfica de San Felíu de Pallarols entre 1842 y 2021 |
| |
| Población de derecho según los censos de población del INE Población de hecho según los censos de población del INEEn este censo se denominaba San Feliú de Payarols: 1842 En estos censos se denominaba San Feliu de Pallarols: 1857, 1860, 1877, 1887, 1897, 1900, 1910, 1920, 1930, 1940, 1950, 1960, 1970 y 1981 Entre el censo de 1857 y el anterior, crece el término del municipio porque incorpora a San Iscle de Pineda Entre el censo de 1877 y el anterior, disminuye el término del municipio porque independiza a Las Planas |

| 1497 | 1515 | 1553 | 1717 | 1787 | 1857 | 1877 | 1887 | 1900 |
| ---- | ---- | ---- | ---- | ---- | ---- | ---- | ---- | ---- |
| 24   | 116  | 97   | 650  | 1236 | 3661 | 1545 | 1581 | 1627 |

| 1910 | 1920 | 1930 | 1940 | 1950 | 1960 | 1970 | 1981 | 1990 |
| ---- | ---- | ---- | ---- | ---- | ---- | ---- | ---- | ---- |
| 1776 | 1841 | 1593 | 1566 | 1555 | 1446 | 1288 | 1133 | 1058 |

| 1992 | 1994 | 1996 | 1998 | 2000 | 2002 | 2004 | 2006 | — |
| ---- | ---- | ---- | ---- | ---- | ---- | ---- | ---- | - |
| 1076 | 1100 | 1101 | 1137 | 1155 | 1163 | 1202 | 1272 | — |

## Entidades de población

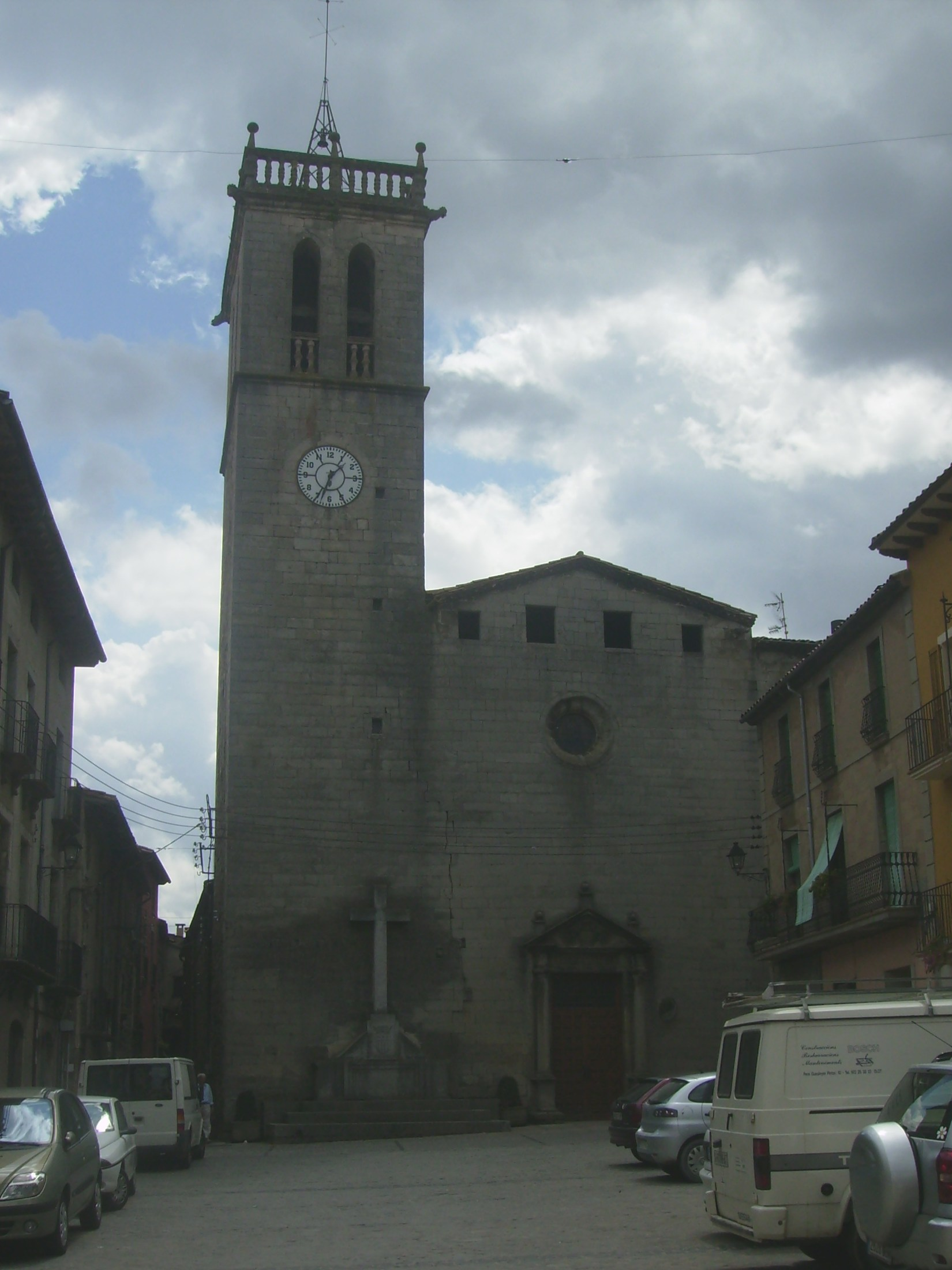
Iglesia de San Feliu de Pallarols

- San Feliu de Pallarols
- Bastons
- La Fàbrega
- Pallerols
- La Salut
- Sant Iscle de Colltort
- Sant Miquel de Pineda
- La Torre

## Monumentos y lugares de interés
- Iglesia de San Feliu de Pallarols siglo XVII, reconstruida sobre una anterior románica.
- Iglesia de Sant Iscle de Colltort siglo XV.
- Iglesia San Miguel de Pineda siglo XI.
- Castillo de Hostoles. Fortaleza medieval en ruina. En el siglo XIV el Castillo era de la familia Cartellà siendo Guillem Galceran de Cartellà y Blanca Creixell sus castellanos.[5]
- Lugar donde murió Francesc de Verntallat a finales del siglo XV.
- Santuario de Nuestra Señora de la Font de la Salut. Vistas magníficas.
- Pozas de La Mola (la Torra), El Valls y el Boix gestionadas por Brugent Serveis ambientals de las cuales es el Jefe el m Mag Nani.